# 長谷川集平
長谷川 集平（はせがわ しゅうへい、1955年4月19日 - ）は日本の絵本作家・シンガーソングライター。

## 来歴・人物
兵庫県姫路市出身。兵庫県立姫路東高等学校卒業。武蔵野美術大学中退。大学から東京在住であったが、1991年から長崎市に移り住む。映画監督の浦山桐郎は叔父にあたる。
1976年、第3回創作絵本新人賞を受賞した『はせがわくんきらいや』でデビュー。森永ヒ素ミルク中毒事件（長谷川自身もヒ素の入った粉ミルクを飲んだ）を扱いながら、日本人の生活や心理を大胆に切り取り、斬新な絵本作法で鮮烈なデビューを飾った。
初期の『とんぼとりの日々』『トリゴラス』『日曜日の歌』から、東日本大震災以降の『小さなよっつの雪だるま』『れおくんのへんなかお』『およぐひと』『アイタイ』『あなに』『天使がいっぱい』『むねがちくちく』『ファイアー』まで、常に絵本の可能性を問いながら、子どもからおとなまで幅広い年齢層の読者を増やしてきた。プロレス絵本『パイルドライバー』、野球絵本『ホームランを打ったことのない君に』など、大衆文化に対する独自のスタンスを持つ。『絵本づくりトレーニング』は実践的入門書である。
1977年に松本猛と絵本モンタージュ論を提唱。1980年代から池袋コミュニティ・カレッジ、岡山集平塾、長崎絵本セミナリヨをはじめ、各地で講座・講演を続ける。1997年9月、インターネット図書館「青空文庫」の呼びかけ人となる。2002年から2018年まで京都造形芸術大学客員教授を勤める。2016年からトクサ文庫の名前でAmazon Kindle版の電子書籍の販売を開始。

## 受賞歴
- 1976年 - 『はせがわくんきらいや』で、第3回創作絵本新人賞
- 1988年 - 『プレゼント』（絵：村上康成）で、ボローニャ国際児童図書展グラフィック賞
- 1990年 - 『見えない絵本』で、第20回赤い鳥文学賞
- 1992年 - 『石とダイヤモンド』『鉛筆デッサン小池さん』で、第14回路傍の石文学賞
- 2007年 - 『ホームランを打ったことのない君に』で、第12回日本絵本賞
- 2012年 - 第34回姫路市芸術文化賞
- 2015年 - 『きみは知らないほうがいい』（挿絵担当。作：岩瀬成子）で、第62回産経児童出版文化賞大賞

## 主な作品

### 絵本
- 『はせがわくんきらいや』（すばる書房） 1976年
- 『とんぼとりの日々』（すばる書房） 1977年
- 『トリゴラス』（文研出版） 1978年
- 『あのやまこえてやってきた』（すばる書房） 1979年
- 『青いドッグフーズ』（北宋社） 1980年
- 『たかし、たかし』（リブロポート） 1980年
- 『おさむ、ムクション』（リブロポート） 1981年
- 『日曜日の歌』（好学社） 1981年
- 『7月12日』（あかね書房） 1981年
- 『土手の上で』（リブロポート） 1982年
- 『夏のおわり』（理論社） 1982年
- 『かいじゅうのうろこ』（村上康成絵、ブックローン出版）1987年
- 『おんぼろヨット』（村上康成絵、ブックローン出版）1987年
- 『プレゼント』（村上康成絵、ブックローン出版）1987年
- 『アロくんとキーヨちゃん』（ブックローン出版） 1990年
- 『とんぼとり』（温羅書房） 1994年
- 『パイルドライバー』（温羅書房） 1995年
- 『たんぽぽのこと』（竹内敏晴共著、温羅書房） 1996年、のち改題『はなす』（復刊ドットコム） 2015年
- 『すいみんぶそく』（童心社） 1996年
- 『あしたは月よう日』（文研出版） 1997年
- 『ホームランを打ったことのない君に』（理論社） 2006年
- 『大きな大きな船』（ポプラ社） 2009年
- 『トリゴラスの逆襲』（文研出版） 2010年
- 『小さなよっつの雪だるま』（ポプラ社） 2011年
- 『れおくんのへんなかお』（理論社） 2012年
- 『およぐひと』（解放出版社） 2013年
- 『アイタイ』（解放出版社） 2014年
- 『あなに』（解放出版社） 2015年
- 『天使がいっぱい』（光村教育図書） 2015年
- 『むねがちくちく』（童心社） 2015年
- 『ファイアー』（理論社） 2020年

### 小説
- 『夢の隣』（冬樹社） 1982年
- 『夜の三角形』（ををうちやすを挿絵、理論社） 1984年
- 『見えない絵本』（太田大八挿絵、理論社） 1989年
- 『石とダイヤモンド』（ををうちやすを挿絵、講談社） 1990年
- 『鉛筆デッサン小池さん』（永島慎二挿絵、筑摩書房、プリマーブックス） 1991年
- 『光年のかなたデヴォ』（伊藤正道挿絵、理論社） 1993年
- 『デビルズドリーム』（前田秀信挿絵、理論社） 2006年
- 『泣くなツイ』（山本益子挿絵、文研出版） 2006年
- 『ベガーズバンケット』（シューヘー・ガレージ、トクサ文庫、Kindle版） 2017年

### 評論
- 『絵本宣言序走』 1978年
- 『絵本づくりトレーニング』（筑摩書房） 1988年
- 『こじこじ映画館』（平凡社） 1989年
- 『映画未満』（筑摩書房） 1990年
- 『絵本未満』（大和書房） 1990年
- 『音楽未満』（マガジンハウス） 1991年
- 『絵本づくりサブミッション』（筑摩書房） 1995年
- 『こんちりさんのりやく・ロザリオ キリシタンを解凍する試み』（トランスアート） 2000年
- 『長崎未満』（シューヘー・ガレージ、トクサ文庫、Kindle版） 2016年
- 『長崎定点観測記』（シューヘー・ガレージ、トクサ文庫、Kindle版） 2016年
- 『こじこじ年代記』（シューヘー・ガレージ、トクサ文庫、Kindle版） 2017年
- 『読了できない絵本たち』（シューヘー・ガレージ、トクサ文庫、Kindle版） 2017年
- 『道具道』（クン・チャン共著、シューヘー・ガレージ、トクサ文庫、Kindle版） 2019年

### 挿絵
- 『たくさんのお母さん』（今江祥智、あかね書房） 1978年
- 『もしもし こちらライオン』（上野瞭、理論社） 1978年
- 『ワルのぽけっと』（灰谷健次郎、理論社） 1979年
- 『おれがあいつであいつがおれで』（山中恒、旺文社） 1980年
- 『おれたちのはばたきを聞け』（堀直子、童心社） 1980年
- 『もしもし、こちらオオカミ』（上野瞭、小学館） 1980年
- 『ピラミッド帽子よ、さようなら』（乙骨淑子、理論社） 1981年
- 『とっちゃんこぞう』（舟崎克彦、ポプラ社） 1981年
- 『ゴンちゃんなんばしよるとや?』（飯田栄彦、学校図書） 1981年
- 『雪の日のりんご』（皿海達哉、金の星社） 1981年
- 『川とノリオ』（いぬいとみこ、理論社） 1982年
- 『つの笛がひびく』（堀直子、童心社） 1983年
- 『かぜのおくりもの』（飯田栄彦、サンリード） 1983年
- 『東京石器人戦争』（さねとうあきら、理論社） 1985年
- 『あたしたちの時間』（堀直子、童心社） 1988年
- 『ボクサー志願』（皿海達哉、偕成社） 1994年
- 『ＥＥ′症候群』（皿海達哉、小峰書店） 1998年
- 『小さな小さな海』（岩瀬成子、理論社） 2005年
- 『きみは知らないほうがいい』（岩瀬成子、文研出版） 2014年
- 『ぼくが弟にしたこと』（岩瀬成子、理論社） 2015年　など多数

### CD
- 「シューヘー」 1992年
- 「チェロギタ・ロック」 1994年
- 「three-legged」 1995年
- 「ワカンナイド」 1996年
- 「My Generation」 2002年